# Ryō Ishii (Fußballspieler, 1993)
Ryō Ishii (japanisch 石井 綾 Ishii Ryō; * 24. Juni 1993 in Okazaki) ist ein japanischer Fußballspieler.

## Karriere
Ishii erlernte das Fußballspielen in der Jugendmannschaft von Nagoya Grampus sowie in der Universitätsmannschaft der Chūkyō-Universität. Seinen ersten Vertrag unterschrieb er 2016 bei Mito HollyHock. Der Verein aus Mito spielte in der zweithöchsten Liga des Landes, der J2 League. 2017 wurde er an den Drittligisten Azul Claro Numazu ausgeliehen. Für Azul Claro absolvierte er 13 Ligaspiele. 2018 wurde er an den Drittligisten Fukushima United FC nach Fukushima ausgeliehen. Für den Verein stand er sechsmal auf dem Spielfeld. Die Saison 2019 wurde er an den Zweitligisten FC Ryūkyū ausgeliehen. Für Ryūkyū absolvierte er 12 Ligaspiele. 2020 wechselte er ablösefrei zum Ligakonkurrenten Zweigen Kanazawa nach Kanazawa. Hier kam er bis Ende 2021 auf sechs Ligaspiele. Im Februar 2022 wechselte er auf Leihbasis zum Viertligisten Suzuka Point Getters.